# Горюши
Горюши — село в Хвалынском районе Саратовской области. Входит в состав Сосново-Мазинского муниципального образования.

## История
Село основано в 1798 году.
В советское время — центр Горюшинского сельсовета. До 2013 года село Горюши было административным центром Горюшинского муниципального образования. С марта 2013 года в результате объединения муниципальных образований входит в состав Сосново-Мазинского муниципального образования.

## География
Село расположено вблизи границы с Ульяновской областью в западной части района. Расстояние до районного центра составляет 44 км.

## Население
Численность населения села — 191 человек в 2010 году, 200 человек в 2013 году.